# The Invisible Invasion
The Invisible Invasion är det brittiska rockbandet The Corals fjärde album. Albumet släpptes den 23 maj 2005. Det producerades av Geoff Barrow och Adrian Utley och har beskrivits som något mer avskalat än deras tidigare skivor. "In the Morning" och "Something Inside of Me" släpptes som singlar.
Albumet blev som bästa trea på den brittiska albumlistan.

## Låtlista
1. "She Sings the Mourning" (Nick Power/James Skelly) - 3:08
2. "Cripples Crown" (Nick Power/James Skelly) - 3:38
3. "So Long Ago" (Nick Power/Bill Ryder-Jones/James Skelly) - 2:42
4. "The Operator" (James Skelly) - 2:20
5. "A Warning to the Curious" (Nick Power/Bill Ryder-Jones/James Skelly) - 3:56
6. "In the Morning" (James Skelly) - 2:33
7. "Something Inside of Me" (James Skelly) - 2:26
8. "Come Home" (Nick Power/Bill Ryder-Jones/James Skelly) - 4:14
9. "Far from the Crowd" (James Skelly) - 3:39
10. "Leaving Today" (James Skelly/Lee Southall) - 3:08
11. "Arabian Sand" (The Coral) - 4:02
12. "Late Afternoon" (James Skelly) - 6:28